# Carl Theodor Dreyer

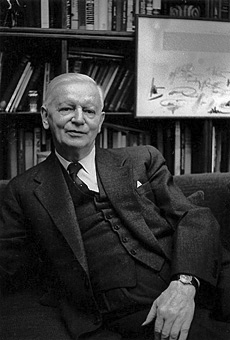
Carl Theodor Dreyer (1965)

Carl Theodor Dreyer (* 3. Februar 1889 in Kopenhagen, Dänemark als Karl Nielsen; † 20. März 1968 ebenda) war ein dänischer Filmregisseur und Drehbuchautor, der als einer der bedeutendsten Filmschaffenden der europäischen Kinogeschichte gilt. Seine Werke behandeln oft spirituelle Themen. Einer seiner bekanntesten Filme ist Die Passion der Jungfrau von Orléans, der regelmäßig als einer der bisher besten Filme zitiert wird.

## Leben und Werk
Carl Theodor Dreyer wurde unter dem Namen Karl Nielsen als uneheliches Kind von Josefine Bernhardine Nilsson, einem schwedischen Dienstmädchen in Kopenhagen, geboren. Als der Junge eineinhalb Jahre alt war, starb seine Mutter, als sie sich ihr nächstes – ebenfalls uneheliches Kind – selbst abtreiben wollte. Obwohl Dreyer von dieser Tragödie wohl erst als Erwachsener erfuhr, soll dieses Trauma bei ihm und in seinen Filmen tiefe Spuren hinterlassen haben. Nach einem Aufenthalt im Waisenhaus wurde er schließlich von dem Schriftsetzer Dreyer und dessen Frau adoptiert, die auch seinen Namen in Carl Theodor Dreyer umwandelten. Erste Anstellungen fand der junge Dreyer als Pianist, Schreiber sowie Theaterkritiker.
Nach diesen kleineren Anstellungen begann er 1912 seine Laufbahn beim Film als Drehbuchautor, zum Beispiel 1914 bei Die Waffen nieder!. Auf Basis von Einar Rousthøjs gleichnamigem Roman verfasste er das Drehbuch zum Stummfilmdrama Hotel Paradies, das 1917 von Robert Dinesen inszeniert wurde. Bei zwei Stummfilmen aus den Jahren 1912/1913 wirkte er zudem als Schauspieler mit. Er arbeitete für die dänische Filmproduktionsgesellschaft Nordisk, für die er 1919 seinen Regieerstling Der Präsident drehte. Dreyer äußerte, dass er während seiner fünfjährigen Zeit bei Nordisk durch die tägliche Arbeit an Filmen  so viel gelernt hätte, dass es wohl kaum eine bessere Schulung gäbe. Nach dem Vorbild von D. W. Griffiths Intolerance entwarf Dreyer seinen Episodenfilm Blätter aus dem Buche Satans (Blade af Satans bog) (1920). Zuvor drehte er in Schweden Die Pfarrerswitwe. Mit Beginn der 1920er Jahre ging Carl Theodor Dreyer nach Berlin, um dort für die UFA zu filmen. Es entstand unter anderem der Kammerspielfilm Michael. Der 1925 in Dänemark gedrehte Du sollst deine Frau ehren (Du skal ære din hustru) war einer der wenigen kommerziellen Erfolge Dreyers: Der enorme Erfolg des Films, vor allem in Frankreich, ebnete für Dreyer den Weg zur Realisierung der Verfilmung von Die Passion der Jungfrau von Orleans (La passion de Jeanne d’Arc) in Frankreich von 1928, der heute zu den bedeutendsten Filmwerken der französischen sowie der gesamten Filmgeschichte gezählt wird, obgleich Dreyer ansonsten eher in der künstlerischen Tradition des skandinavischen Films stand.
Seinen ersten Tonfilm, Vampyr – Der Traum des Allan Gray, drehte er 1932 als deutsch-französische Ko-Produktion. Der Film gilt heute als Klassiker des Horrorfilms, obwohl er keine expliziten Gewaltszenen enthält. Beim zeitgenössischen Publikum war er, wie auch sein Vorgänger, ein Misserfolg. Dreyer ging zurück in sein Heimatland, und erst 1943 erschien sein nächster Film Tag der Rache, in dem er Hexenglaube und -verfolgung am Beginn der Neuzeit mit visuell kraftvollen Bildern thematisierte. Nach 1946 drehte Dreyer für die dänische Regierung einige Dokumentarfilme, ihm fiel es jedoch schwer, nach den finanziellen Fehlschlägen seiner vorangegangenen Filme noch Investoren für eigene Projekte zu gewinnen. Erst als Dreyer 1952 von der dänischen Regierung für sein Lebenswerk mit der lebenslangen Leitung eines Kinos ausgezeichnet wurde, brachte ihm dies nicht nur für den Rest seines Lebens finanzielle Sicherheit, sondern er konnte durch die Kinoeinnahmen auch seine beiden Spätwerke produzieren. Das Glaubensdrama Das Wort (1955) war ein Erfolg bei Kritikern und Publikum, es wurde mit dem Goldenen Löwen bei den Filmfestspielen von Venedig ausgezeichnet. Mit seinem letzten Film Gertrud nach einem Bühnenstück von Hjalmar Söderberg schuf Dreyer erneut Filmkunst von bleibendem Wert. Mit der Fixierung auf das Wesentliche in seinem Film Gertrud stieß Dreyer zur Zeit der Premiere 1964 noch auf Unverständnis, die besondere Modernität dieses Meisterwerks begriff man erst nach seinem Tod wirklich.
1965 wurde Dreyer in die American Academy of Arts and Sciences gewählt. Er wurde am 25. Juni 1963 von König Frederik IX. von Dänemark mit der dänischen Verdienstmedaille Ingenio et arti ausgezeichnet.
Der Regisseur, der seit 1911 mit seiner Frau Ebba Larsen verheiratet war und zwei Kinder hatte, verstarb 1968 im Alter von 79 Jahren an einer Lungenentzündung. Er hinterließ das begonnene Projekt zu einer großen Jesus-Filmbiografie sowie das bereits vollendete Drehbuch zum Film "Medea", das schließlich 1988 durch den Regisseur Lars von Trier umgesetzt wurde.

## Rezeption
Carl Theodor Dreyer gilt heute als einer der wichtigsten Visionäre des Kinos und steht als einer der bedeutendsten europäischen Regisseure seiner Zeit neben Fritz Lang und Friedrich Wilhelm Murnau. Er beeinflusste spätere Regisseure wie Ingmar Bergman, Robert Bresson, Andrei Tarkowski und Lars von Trier. Dreyers Filme waren allerdings bei ihrer Veröffentlichung nur selten kommerzielle Erfolge und fanden auch nicht in allen Fällen sofort bei Kritikern Anklang, da sie in Thematik und Form nicht selten „ihrer Zeit voraus“ waren. Seine Werke zeichneten sich meist durch eine „Aura von dunkler Grimmigkeit“ aus, häufig werden in seinen Filmen das Übernatürliche oder Religion thematisiert. Bei vielen seiner Filme, insbesondere der Jungfrau von Orleans, kommen auffallend häufig Nahaufnahmen zum Zuge. Ein weiteres Merkmal seiner Filme sind authentische Sets, die insbesondere in seinen späten Werken auf das Wesentliche reduziert sind. Bei Die Passion der Jungfrau von Orleans mischt er den Deutschen Expressionismus mit dem Realismus.

## Filmografie
- 1917: Hotel Paradies (Hotel Paradis; nur Drehbuch)
- 1919: Der Präsident (Præsidenten)
- 1920: Nach Recht und Gesetz / Die Pfarrerswitwe (Prästänkan)
- 1920: Blätter aus dem Buche Satans (Blade af Satans bog)
- 1922: Die Gezeichneten
- 1922: Es war einmal (Der var engang)
- 1924: Michael
- 1925: Du sollst deine Frau ehren (Du skal ære din hustru)
- 1926: Die Braut von Daalenhof (Glomdalsbruden)
- 1928: Die Passion der Jungfrau von Orleans (La passion de Jeanne d’Arc)
- 1932: Vampyr – Der Traum des Allan Gray
- 1936: L’esclave blanc (kleinere Mitarbeit, ungenannt)
- 1942: Mødrehjælpen (Kurzfilm-Dokumentation)
- 1943: Tag der Rache (Vredens dag / Dies irae)
- 1945: Två människor
- 1946: Vandet på landet (Kurzfilm-Dokumentation)
- 1947: Kampen mod kræften (Kurzfilm-Dokumentation)
- 1947: Landsbykirken (Kurzfilm-Dokumentation)
- 1948: De nåede færgen (Kurzfilm)
- 1949: Thorvaldsen (Kurzfilm-Dokumentation)
- 1950: Storstrømsbroen (Kurzfilm-Dokumentation)
- 1955: Et slot i et slot: Krogen og Kronborg (Kurzfilm-Dokumentation)
- 1955: Das Wort (Ordet)
- 1964: Gertrud